# کیوبیت

تعریف کلی یک کیوبیت به عنوان حالت یک سیستم کوانتومی دوگانه است.

در پردازش کوانتومی یک کیوبیت یا بیت کوانتومی واحد پایه‌ای پردازش کوانتومی و رمزنگاری کوانتومی بوده و مشابه بیت در رایانه‌های کلاسیک می‌باشد: کوچکترین واحد ذخیره اطلاعات و معیاری از مقدار اطلاعات کوانتومی است.
از نظر فیزیکی، کیوبیت یک سامانه کوانتومی دوحالتی است، یعنی سیستمی که توسط مکانیک کوانتومی به درستی قابل توصیف است و هنگام اندازه‌گیری یکی از دو حالت ممکن خود را اختیار می‌کند. مانند قطبش یک فوتون که در اینجا، جهتِ قطبشِ عمودی و جهتِ قطبشِ افقی دو حالت ممکن برای سامانه هستند. در یک سامانه کلاسیکی، هر بیت در هر لحظه یا در حالت صفر یا در حالت یک است، اما اصل‌های مکانیک کوانتومی به کیوبیت اجازه می‌دهند که در همان حال، حالتی را برابر با برهم نهی دو حالت اصلی نیز اختیار کند، یک ویژگی که در پردازش کوانتومی بنیادی است. به عبارتی، یک کیوبیت هم ممکن است در حالت‌های کلاسیک صفر و یک وجود داشته باشد و هم می‌تواند در حالت ترکیب این دو قرار گیرد (یعنی همزمان دارای هر دو حالت صفر و یک باشد). در واقع همین پدیده، تفاوت اصلی بین بیت‌های کلاسیک و کیو بیت‌هاست.
انتقال کیوبیت‌ها بنیان دانش دورنوردی کوانتومی است.

## بیت در برابر کیوبیت
یک بیت، واحد بنیادی اطلاعات در رایانه است که محاسبات توسط آن، و بر اساس دستگاه اعداد دودویی میسر می‌شود.
بدون توجه به شکل تحقق فیزیکی آن، یک بیت در هر لحظه باید یا نشان دهنده صفر یا نشان دهندهٔ یک باشد؛ مانند یک چراغ که می‌توان حالت روشن را برابر یک و خاموش را برابر صفر فرض کرد. بک کیوبیت به بیت کلاسیک شباهت‌هایی دارد، اما در کل ماهیتی بسیار متفاوت دارد. اختلاف این است که در حالی که یک بیت کلاسیکی باید در هر لحظه یا در حالت صفر یا در حالت یک باشد، اما یک کیوبیت می‌تواند علاوه بر حالت صفر و حالت یک، در برهم نهی‌ای از حالات صفر و یک نیز قرار گیرد.

## نمایش
دو حالتی که در آن مقدار یک کیوبیت ممکن است اندازه‌گیری شود، حالت‌های پایه (یا بردارهای پایه) نامیده می‌شوند. مرسوم است که حالت‌های کوانتومی را، همانند حالت‌های کیوبیت‌ها، با نمادگذاری برا-کت دیراک نمایش می‌دهند. یعنی دو حالت پایه محاسباتی به صورت {\displaystyle |0\rangle } and {\displaystyle |1\rangle } نوشته می‌شوند که کتِ یک و کتِ صفر خوانده می‌شود.

## حالت‌های کیوبیت

نمایش کره بلوخ از یک کیوبیت و دامنه‌های احتمال در شکل برابر اند با:

حالت یک کیوبیت خالص، برهم نهی خطی دو حالت پایه است؛ یعنی یک کیوبیت می‌تواند به صورت برهم نهی خطی {\displaystyle |0\rangle } و {\displaystyle |1\rangle } نمایش داده شود:{\displaystyle |\psi \rangle =\alpha |0\rangle +\beta |1\rangle }
که در آن α و β در حالت کلی، اعدادی مختلط هستند. هنگامی که مقدار این کیوبیت را در مبنای استاندارد اندازه می‌گیریم، احتمال رویداد {\displaystyle |0\rangle } برابر {\displaystyle |\alpha |^{2}} و احتمال رویداد {\displaystyle |1\rangle } برابر {\displaystyle |\beta |^{2}} است. چون مربعِ قدر مطلقِ دامنه‌ها برابر با احتمال است، و نتیجه آزمایش نیز یکی از دو حالت یاد شده خواهد بود، رابطه زیر بین α و β برقرار خواهد بود:
{\displaystyle |\alpha |^{2}+|\beta |^{2}=1\,}

### کرهٔ بلوخ
حالت‌های ممکن برای یک کیوبیت را می‌توان با استفاده از کره بلوخ نمایش داد. (تصویر را ببینید). یک بیت کلاسیکی تنها می‌تواند در قطب شمال یا قطب جنوب کره قرار گیرد و بقیه نقاط کره برای آن در دسترس نیست. اما نمایش یک حالت کیوبیت خالص می‌تواند هر نقطه روی کره باشد.
سطح کره یک فضای دو بعدی است که نمایش دهندهٔ فضای حالت از حالت‌های کیوبیت خالص می‌باشد. این فضای حالت دارای دو درجه آزادی است.
نمایش دیگری برای حالت‌های کیوبیت خالص وجود دارد که بر اساس سه ماتریس پائولی

است: {\displaystyle |\psi \rangle =a_{1}\sigma _{1}+a_{2}\sigma _{3}+a_{3}\sigma _{3}} که در آن هر سه ضریب {\displaystyle a_{i}} اعدادی حقیقی هستند.

### عملیات روی حالت‌های کیوبیت خالص
چند عملیات فیزیکی می‌تواند روی حالت کیوبیت خالص انجام شود:
- یک گیت منطقی کوانتومی می‌تواند روی یک کیوبیت عمل کند. به زبان ریاضی، کیوبیت تحت تبدیل یکه قرار می‌گیرد. تبدیل یکه متناظر با چرخش بردار کیوبیت روی کره بلوخ است.
- اندازه‌گیری در مبنای استاندارد، که برای کسب اطلاعات از حالت کیوبیت انجام می‌شود. اندازه‌گیری حالت کیوبیت، حالت آن را تغییر می‌دهد؛ یعنی مقادیر α و β تغییر می‌کنند. برای مثال اگر نتیجه آزمایش {\displaystyle |1\rangle } باشد، α به ۱ و β به ۰ تغییر مقدار می‌دهند.

## کیودیت

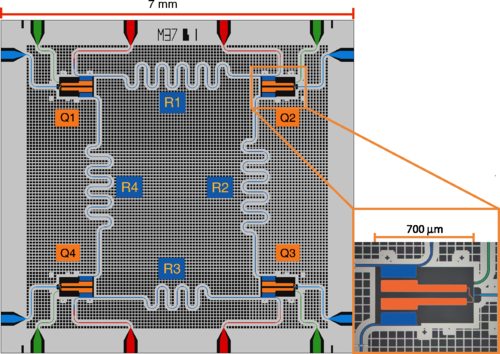
یک پردازشگر کیوبیت

همانطور که نمایش باینری اعداد (دستگاه اعداد دودویی) میتواند به اعداد مبنای دلخواه تعمیم داده شود. برای کیوبیت (دوسطحی) هم تعمیم مشابهی وجود دارد. در حالت تعمیم یافته که حالت کوانتمی ما دارای تعداد دلخواه ({\displaystyle d}) حالت گسسته (رقم) باشد (یعنی حاصل برهم‌نهی تعداد {\displaystyle d} سطح حالت پایه باشند)، نام آن حالت کوانتمی را کیودیت (بجای کیوبیت) نام می‌دهند. این کلمه، ترکیبی از کیوبیت و d (به معنای تعداد رقم یا دیجیت دلخواه)‌است. یک کیوبیت تعمیم یافته با {\displaystyle d=8} حالت پایه، با مجاورت سه کیوبیت (با دو حالت پایه) در کنار هم میتواند معادل‌سازی شود.
{\displaystyle |\phi \rangle =\alpha _{1}|1\rangle +\alpha _{2}|2\rangle +\cdots +\alpha _{d}|d\rangle }

## درهم‌تنیدگی
یک تفاوت مهم بین بیت‌های کلاسیکی و بیت‌های کوانتومی، این است که چند کیوبیت می‌توانند با هم، درهم‌تنیدگی کوانتومی تشکیل دهند (به انگلیسی: entanglement).

### رجیستر کوانتومی
چند کیوبیتِ درهم‌تنیده در کنار هم تشکیل یک رجیستر کیوبیت می‌دهند. رایانه‌های کوانتومی محاسبات را به وسیله عملیات روی کیوبیت‌ها در یک رجیستر انجام می‌دهند.

## تحقق فیزیکی (انواع کیوبیت ها)
هر سیستم مکانیک کوانتومی دو سطحی می تواند به عنوان کوبیت استفاده شود.البته باید دارای دو حالتی  که می توانند بطور مؤثر از بقیه جدا شوند (مثلاً حالت پایه و حالت برانگیخته ی اول مربوط به یک نوسان گر غیرخطی) باشد . می توان از سیستم های چند سطحی 
(کیودیت) نیز استفاده کرد. پیشنهادهای مختلفی وجود دارد , تعدادی از آن ها در قالب یک جدول در ویکی پدیای انگلیسی این صفحه آمده است.
مشابه  یک بیت کلاسیکی که در آن حالت یک ترانزیستور در یک پردازنده ، مغناطیسی شدن سطح در یک دیسک سخت و وجود جریان در یک کابل برای نمایش بیت ها در  رایانه استفاده می شود ، در طراحی یک کامپیوتر کوانتومی از ترکیب های مختلف کیوبیت ها  استفاده می شود.